# كديم اتكينز
كديم اتكينز (بالإنجليزية: Kadeem Atkins)‏ (1 يناير 1992 - ) هو لاعب كرة قدم باربادوسي في مركز الهجوم. شارك مع منتخب باربادوس لكرة القدم. أما مع النوادي، فقد لعب مع Barbados Defence Force Sports Program ‏.

## وصلات خارجية
- كديم اتكينز على موقع الاتحاد الدولي (مؤرشف)  (الإنجليزية)
- كديم اتكينز على موقع قاعدة بيانات كرة القدم.إي يو (الإنجليزية)
- كديم اتكينز على موقع ناشيونال فوتبول تيمز (الإنجليزية)